# المركز الثقافي العربي (دار نشر)
المركز الثقافي العربي هي دار نشر ومكتبة عربية، تأسست كمكتبة في الدار البيضاء سنة 1958، وكدار للنشر في بيروت سنة 1978. واليوم يحظى المركز بكثير من التقدير والاحترام من طرف المثقفين والمبدعين والقراء العرب على اختلاف مستوياتهم الثقافية والفكرية، لأن نشر عمل إبداعي أو ثقافي حاملا لعلامة المركز، يكسبه وصاحبه حظوة الغلاف وقيمة المتن. وفي كل دورة يخلق المركز الثقافي العربي الحدث داخل القاعة الكبرى من المعرض من خلال إصداراته الجديدة أو حفلات التوقيع التي يستدعي لها بعض رموز الثقافة العربية سواء من داخل المغرب أو من خارجه.
نشر المركز أكثر من 600 عنوان جديد في مختلف مجالات العلوم الإنسانية والادبية لاهم الكتاب العرب والعالميين مثل محمد الاشعري، فاطمة المرنيسي، هاروكي موراكامي، غيوم ميسو، كاميلا لاكبيرغ بدر الراشد، أحمد المديني، سعد الدين العثماني، عبد الله بن عرفة، عبد الله الغذامي، تزفيتان تودوروف، ميلان كونديرا، ميشال مسلان، طه عبد الرحمن، الطاهر بنجلون، ايميلي نوثونب، ربيع حابر، ستيغ لارسن، ستيفاني ماير وغيرهم كثر، ورهانه «الاهتمام بإطلاع القارئ في المشرق العربي على إنتاج مثقفي المغرب وأدبائه وفلاسفته والعكس وكذا خلق ثقافة جادة ومسؤولة في الوطن العربي»